# Функция рассеяния точки

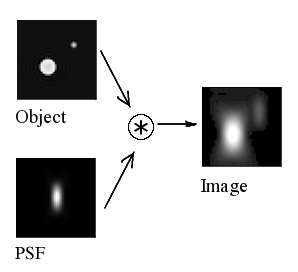
Формирование изображения в конфокальном микроскопе: центральный продольный срез. Полученное трёхмерное распределение является результатом свертки реальных источников света и ФРТ.

Функция рассеяния точки (англ. point spread function, PSF) описывает картину, получаемую системой формирования изображения при наблюдении точечного источника или точечного объекта. Является частным случаем импульсной переходной функции для сфокусированной оптической системы. Во многих ситуациях ФРТ имеет вид вытянутого пятна, накладывающегося на изображение наблюдаемого объекта. Практически ФРТ является пространственной версией частотно-контрастной характеристики. Понятие функции рассеяния точки успешно применяется в оптике Фурье, астрофотографии, медицинской визуализации, электронной микроскопии и других методах получения изображений, таких как трёхмерная микроскопия (в частности, конфокальная) или флуоресцентная микроскопия. Степень рассеяния точечного объекта является мерой качества системы формирования изображений. В некогерентных системах, таких как флуоресцентные и оптические микроскопы а также телескопы, процесс формирования изображения линеен по мощности и описывается теорией линейных систем. Это означает, что когда два объекта А и Б отображаются одновременно, результирующее изображение эквивалентно сумме изображений этих объектов, полученных независимо. Другими словами, изображение объекта А не влияет на изображение объекта Б, и наоборот, из-за того, что фотоны не взаимодействуют друг с другом. Таким образом, изображение сложных объектов может быть представлено как свёртка реального объекта и ФРТ. Однако, когда обнаруженный свет когерентен, изображение формируется линейно в поле комплексных значений. В этом случает запись изображения может привести к утрате некоторых его частей и другим нелинейным эффектам.

## История и методы
Дифракционная теория ФРТ впервые изучалась Эйри в XIX веке. Он составил выражение для ФРТ идеальной системы формирования изображения, лишённой аберраций, которая была названа диском Эйри. Теория аберрированных ФРТ, близких к оптимальной фокальной плоскости, изучалась голландскими физиками Фрицем Цернике и Нийбуром в 1930—40-х годах. Центральную роль в их анализе сыграли полиномы Цернике, позволившие эффективно представлять аберрации любой оптической системы с вращательной симметрией. Результаты последних исследований сделали возможным расширение подхода Цернике и Нийбура для оценки ФРТ в большом области вокруг оптимальной фокальной точки. Расширенная таким образом теория играет важную роль в изучении процесса получения искажённых изображений трехмерных объектов в конфокальной микроскопии или астрономии в условиях, отличных от идеальных. Эта теория также применяется для описания аберраций оптических приборов путем измерения распределения интенсивности изображений в фокусе и наоборот, описание ожидаемого распределения интенсивности по известным аберрациям оптических приборов.

## Применение

### В микроскопии

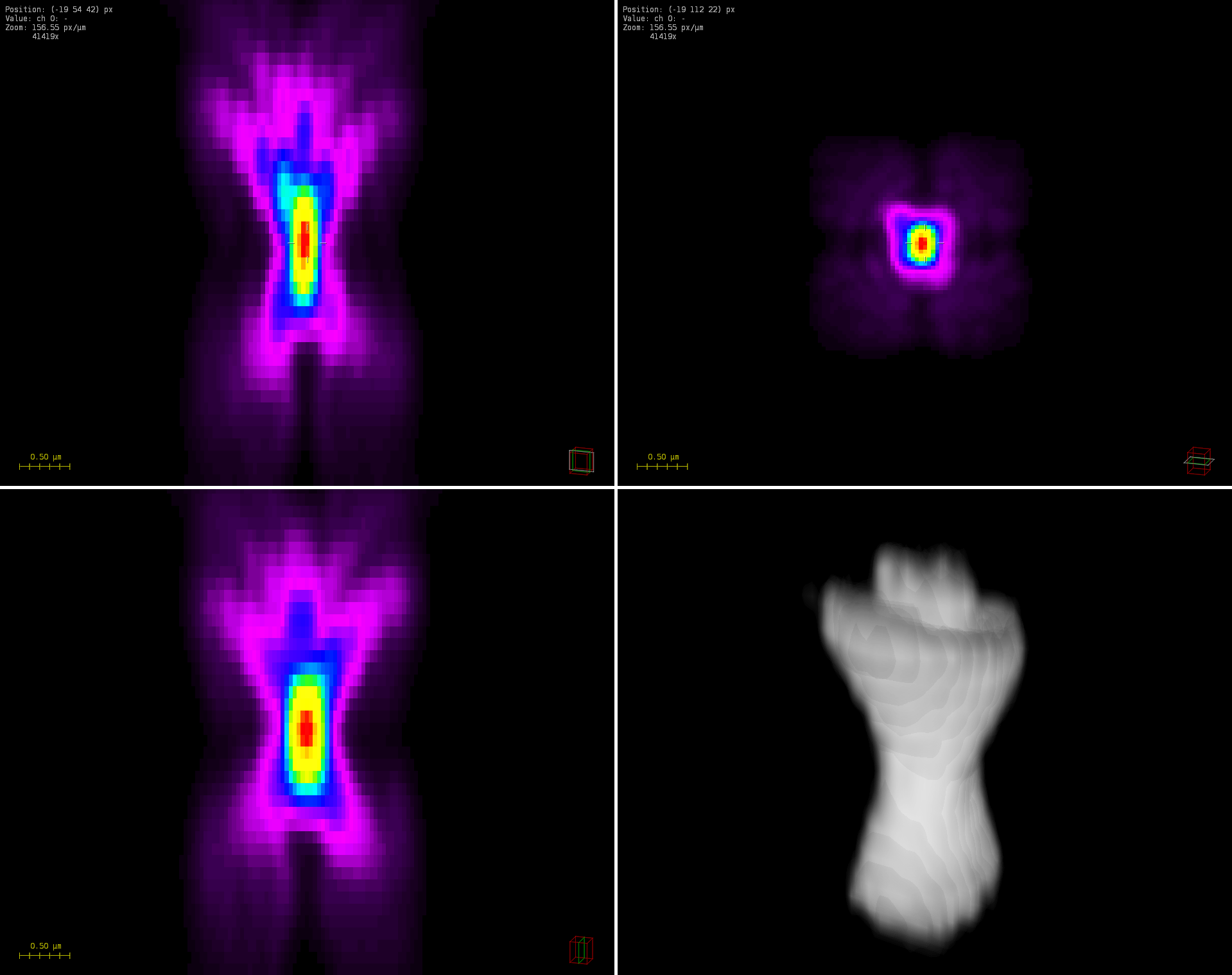
Пример ФРТ, экспериментально полученной при помощи конфокального микроскопа с использованием иммерсионного объектива 63x 1.4NA. Изображение получено с использованием программного обеспечения, выполняющего обратную свёртку Huygens Professional. Показаны двумерные проекции на плоскости xz, xy, yz и трехмерное изображение.

В микроскопии для экспериментального определения ФРТ необходим точечный источник излучения. В качестве таких источников часто используются квантовые точки и флуоресцентный бисер. С другой стороны, детально рассчитать ФРТ для различных условий формирования изображения позволяют теоретические модели. Как правило, предпочтительной является ФРТ наиболее компактной формы, ограниченная дифракционным пределом.  Однако форма ФРТ при необходимости может быть скорректирована при помощи специальных оптических элементов (например, пространственного модулятора света).

### В астрономии
В наблюдательной астрономии экспериментально определить ФРТ как правило очень просто благодаря достаточному количеству точечных источников (звёзд и квазаров). Форма и источник ФРТ могут сильно колебаться в зависимости от инструмента и обстоятельств, в которых он используется.  На практике у ФРТ может быть несколько составляющих частей, обусловленных различными компонентами в сложной оптической системе. Полное описание ФРТ также учитывает диффузию света (или фотоэлектронов) в детекторе, а также дефекты конструкции космического аппарата или телескопа.

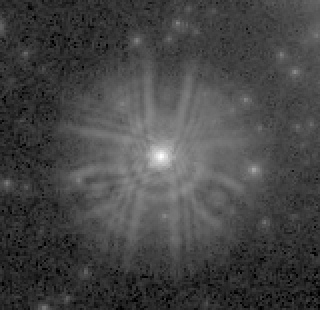
ФРТ камеры WFPC телескопа Хаббл до коррекции его оптической системы.

В ФРТ наземных телескопов наибольший вклад вносит астрономическая видимость. В наземных телескопах высокого разрешения ФРТ зачастую непостоянна на разных участках получаемого изображения. В наземных системах адаптивной оптики ФРТ отражает влияние апертуры системы и остаточных нескорректированных атмосферных искажений. Для описания ФРТ в астрономии часто применяется функция Моффата, предельным случаем которой является функция Гаусса.

### В офтальмологии
В 2000-х измерение ФРТ стало полезным методом диагностики в клинической офтальмологии. Пациентов обследуют с помощью датчика волнового фронта, а специальное программное обеспечение вычисляет ФРТ глаз пациента. Таким образом, врач может «видеть» то, что видит пациент. Этот метод также позволяет врачу смоделировать потенциальные методы лечения пациента и посмотреть, как эти методы лечения изменят ФРТ пациента. Кроме того, после измерения ФРТ можно свести к минимуму с помощью  системы адаптивной оптики. В сочетании с ПЗС и адаптивной оптической системой, это может быть использовано для визуализации анатомических структур, не видимых в других условиях in vivo, таких как колбочки.